# Дечич (футбольний клуб)
ФК «Дечич»  (чорн. FK Dečić Tuzi, ФК Дечић Тузи) — чорногорський футбольний клуб з міста Тузі. Виступає у Першій ліга Чорногорії. Заснований 1926 року. Домашні матчі проводить на стадіоні «Тушко Полє».

## Історія
За часів Югославії та Сербії і Чорногорії клуб грав у нижчих лігах, проте перший чемпіонат незалежної Чорногорії розпочав у Першій лізі, яку тричі залишав після сезонів 2011/12, 2013/14 та 2017/18.
| Сезон   | Ліга       | Місце |
| ------- | ---------- | ----- |
| 2006-07 | Перша ліга | 10    |
| 2007-08 | Перша ліга | 7     |
| 2008-09 | Перша ліга | 11    |
| 2009-10 | Перша ліга | 9     |
| 2010-11 | Перша ліга | 6     |
| 2011-12 | Перша ліга | 12    |
| 2012-13 | Друга ліга | 1     |
| 2013-14 | Перша ліга | 12    |
| 2014-15 | Друга ліга | 2     |
| 2015-16 | Перша ліга | 6     |
| 2016-17 | Перша ліга | 5     |
| 2017-18 | Перша ліга | 12    |
| 2020-21 | Перша ліга | 3     |
| 2021-22 | Перша ліга | 3     |
| 2022-23 | Перша ліга | 4     |
| 2023-24 | Перша ліга | 1     |
| 2024-25 | Перша ліга | 4     |

## Досягнення
Чемпіонат Чорногорії
- Чемпіон (1): 2023/24
- Срібний призер (1): 2020/21

Кубок Чорногорії:
- Володар (1): 2024/25
- Фіналіст (2): 2020/21, 2021/22